# Ede Reményi
Eduard Reméryi ou Ede Reményi (Miskolc, Áustria-Hungria, 17 de janeiro de 1828 – São Francisco, 15 de maio de 1898) foi um violinista húngaro. Sua data de nascimento é contestada e variada entre 1828 e 1830.

## Biografia
Reményi nasceu em Miskolc, Hungria, como Eduard Hoffmann. Ele estudou com Joseph Böhm no Conservatório de Viena de 1842 a 1845. Banido da Áustria por participar da Revolução Húngara de 1848, ele foi para a Alemanha, onde fez amizade com Johannes Brahms, de 15 anos, e o apresentou à música húngara. Perseguido pelas autoridades alemãs, ele fugiu para os Estados Unidos em dezembro de 1849. Ele retornou à Europa em 1852, fez uma turnê com Brahms em 1853, e então permaneceu por um tempo em Weimar, onde recebeu o benefício da instrução de Franz Liszt e amizade. Em 1854 ele se tornou violinista solo da Rainha Vitória da Grã-Bretanha. Ele obteve sua anistia em 1860 e voltou para a Hungria, sendo logo depois nomeado solista do Imperador Franz Joseph. Ele então se aposentou por alguns anos.
Quando nasceu Eduard Hoffmann, ele começou a usar o nome Ede Reményi na época das Revoluções de 1848, e toda a sua família fez o mesmo em 1862.
Em 1865, ele fez uma brilhante turnê pela França, Alemanha, Bélgica e Holanda. De 1871 a 1877 esteve em Paris, de onde dois anos depois seguiu para Londres e depois para os Estados Unidos (onde fixou residência), Canadá e México. Ele realizou uma turnê de concertos ao redor do mundo em 1886, durante a qual visitou o Japão, a China, a Cochinchina e o Cabo da Boa Esperança.
Ele morreu durante um concerto que estava dando em San Francisco em 1898, aos 70 anos.
Reményi feitas numerosas transcrições de peças para piano, tais como waltzes de Chopin, polonaises, e Mazurcas, e peças de Bach, Schubert e outros, todos os quais foram publicados sob o título de Nouvelle Ecole du Violon. Entre suas composições originais está um Concerto para Violino.

## Galeria

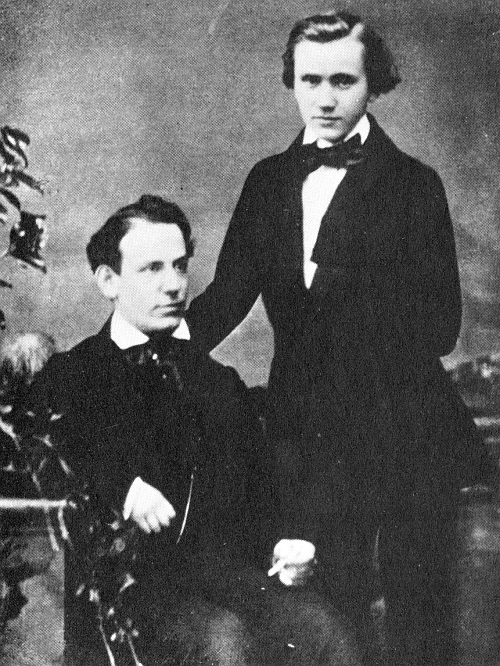
Ede Reményi e Johannes Brahms (1852)
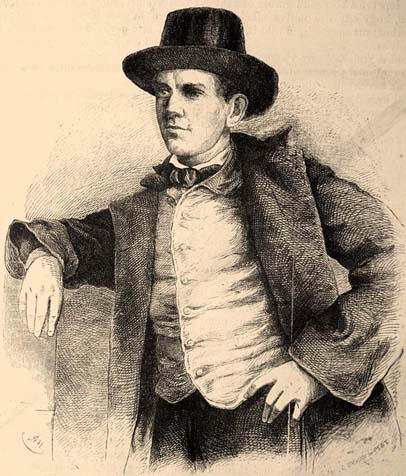
Ede Reményi (1856)
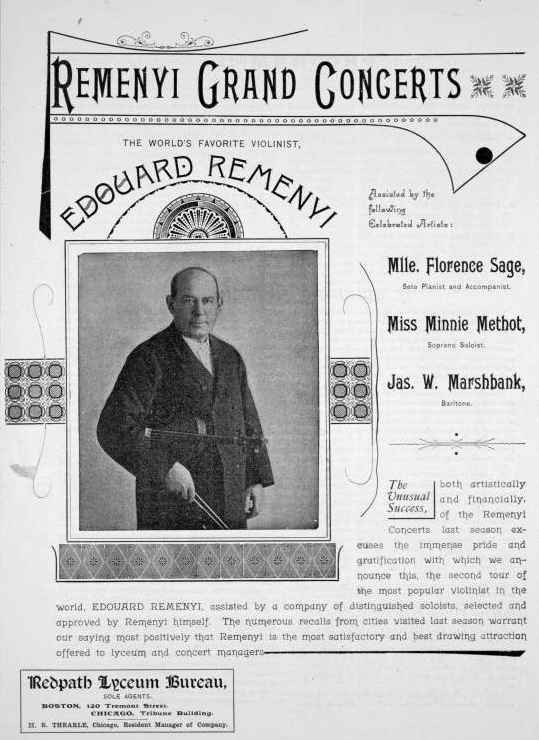
Seu programa de concertos em Boston (1891)